# Andrzej Heidrich
Andrzej Ryszard Heidrich (Varsòvia, Polònia, 6 de novembre de 1928 - 20 d'octubre de 2019) va ser un artista gràfic polonès i dissenyador de lletra tipogràfica que va dissenyar bitllets de banc polonesos. Va estudiar a la facultat d'Arts Gràfiques de l'Acadèmia de Belles Arts de Varsòvia.
Va dissenyar bitllets de banc per al Banc Nacional de Polònia des del 1960, però el primer bitllet dissenyat per ell que va entrar en circulació va ser un de 500 złoych de 1974 on aparegui l'heroi militar Tadeusz Kościuszko. També va dissenyar cobertes i il·lustrar llibres d'autors polonesos com Ryszard Kapuściński, Jarosław Iwaszkiewicz i Leszek Kołakowski. Del 1974 al 1989 va ser el dissenyador gràfic en cap de l'editorial Czytelnik.

## Obra

### Font tipogràfica
- disseny de la font Bona Nova el 1971.[4][5]

### Cobertes
- Col·lecció de cobertes de llibres en format ebook de Ryszard Kapuściński per l'editorial Czytelnik.[6]

### Segells
- Una línia de segells amb figures històriques com Eduvigis d'Andechs, Miecislau I de Polònia, Casimir III, Casimir IV Jagelló, Andrzej Frycz Modrzewski, Tadeusz Kościuszko i Frédéric Chopin.[7]
- Una línia de segells amb diferents tipus de papallones, un brontosaure, plantes medicinals.

Una línia de segells amb paisatges de llocs de Polònia.
- Dos segells d'edificis de Cracòvia.[9][10]
- Dos segells de Nicolau Copèrnic.[11]
- Un segell del Palau de Mniszech.[12]
- Un segell per al 20è aniversari de la República Popular de Polònia.[13]

### Banderes i escuts d'armes
- Banderes dels voivodats de Lublin i del de Masòvia.[14]
- Escuts d'armes dels voivodats de Lublin i del de Masòvia.[14]

### Altres
- Dissenyador de producció del curtmetratge de 1966 Blekitny kaczorek.[15]
- Cartell per a l'estrena polonesa de la pel·lícula japonesa Onna no Koyomi.[16]
- Cartell de la pel·lícula polonesa Urzeczona.[17]
- Emblema de la Universitat Mèdica de Varsòvia.[18]
- "Galeria de retrats de governants polonesos", 44 miniatures d'aquarel·la que representen imatges de reis i ducs polonesos.[19]
- Emblema de l'Àguila en gorres militars, insígnies policials i distincions per als soldats polonesos que van lluitar a l'Iraq i l'Afganistan.[1]
- Sèrie de miniatures dels poetes i escriptors Mikołaj Rej, Jan Kochanowski, Adam Mickiewicz i Stanisław Wyspiański.[1]

## Distincions i premis
- 1974. Gran Creu del Mèrit de Polònia.
- 1977. Creu de cavaller de l'Orde Polònia Restituta.
- 1989. Medalla al Mèrit a la Banca.[1]
- 1999. Creu d'Oficial de l'Ordre Polònia Restituta.[20]
- 2006. Medalla d'Or al Mèrit a la Cultura – Gloria Artis.
- Medalla del 40è aniversari de la Polònia Popular.
- 2014. Creu de Comandant de l'Ordre Polònia Restituta.[21]